# San Nullo (stacja metra)
San Nullo – stacja metra w Katanii, położona na jedynej linii sieci. Nazwa stacji pochodzi od dzielnicy w której się znajduje, San Nullo.
Inauguracja odbyła się w dniu 30 marca 2017, W tym samym czasie co odcinek Borgo-Nesima, natomiast otwarcie publiczne odbyło się następnego dnia. Dominującym kolorem na stacji jest pomarańcz.